# Cimetière de Sewen
Le cimetière de Sewen est un monument historique situé à Sewen, dans le département français du Haut-Rhin.

## Localisation
Ces constructions sont situées rue de l'Église à Sewen.

## Historique
L'édifice fait l'objet d'un classement au titre des monuments historiques depuis 1921.